# 阿拉伯犀鳕
阿拉伯犀鳕（学名：Bregmaceros arabicus）为輻鰭魚綱鱈形目犀鳕科犀鳕属的鱼类。其种加词“arabicus”意为“阿拉伯的”。最初发现于阿拉伯海，也见于孟加拉湾以及东中国海等，属于小型暖水性海鱼，體長可達5公分，生活習性不明。该物种的模式产地在阿拉伯海、印度洋北部、印度东南沿海及孟加拉湾。